# HD 188385
HD 188385，又名BD+06 4351，SAO 125221、HR 7598，是一颗恒星，视星等为6.15，位于銀經46.7，銀緯-10.6，其B1900.0坐标为赤經19h 49m 47.1s，赤緯+6° -10.6′ 42″。